# Třebětice, Jindřichův Hradec
Třebětice là một làng thuộc huyện Jindřichův Hradec, vùng Jihočeský, Cộng hòa Séc.